# Moneda de 20 centavos de Estados Unidos
La moneda de veinte centavos  de los Estados Unidos (en inglés, twenty-cent piece o double dime) es una moneda acuñada desde 1875 a 1878, pero solo para coleccionistas en los últimos dos años. Propuesta por el senador por Nevada John P. Jones, demostró ser un fracaso debido a la confusión con el cuarto de dólar, con la cual estaba cerca en tamaño y valor.
En 1874 el nuevamente elegido Jones comenzó a presionar por una moneda de veinte centavos, que dijo que aliviaría la escasez de cambio en moneda pequeña en el Lejano Oeste. El proyecto de ley se aprobó en el Congreso, y el director de la fábrica de moneda Henry Linderman ordenó acuñar varias monedas de prueba. Linderman finalmente decidió un anverso y reverso similar al de otras monedas de plata.
Aunque las monedas tienen un borde liso en lugar del borde dentado que presentan otras monedas de plata, la nueva pieza era cercana al tamaño del cuarto de dólar y confundida con él, lo cual se acentuaba con el hecho de que los anversos de ambas monedas eran casi idénticos. Después del primer año, en el que se acuñaron más de un millón, hubo poca demanda y la denominación fue abolida en 1878. Al menos un tercio de la acuñación total fue posteriormente fundida por el gobierno. El numismático Mark Benvenuto llamó a la pieza de veinte centavos «un capítulo de la historia de la moneda estadounidense que se cerró casi antes de que comenzara».

## Génesis y autorización
La moneda de veinte centavos ya se había propuesto con anterioridad en 1791 y de nuevo en 1806, siendo en ambas ocasiones rechazada. El proyecto de ley de 1806, presentado por el senador por Connecticut Uriah Tracy, pretendía introducir la moneda de dos centavos y la moneda de 20 centavos o doble dime. Tuvo la oposición del director de la ceca Robert Patterson, aunque su oposición era más a la pieza de dos centavos, la cual Tracy propuso acuñar en vellón, una aleación que contiene un bajo porcentaje de plata que sería difícil de recuperar al volver a fundir las monedas. El proyecto de ley pasó al Senado dos veces, en 1806 y 1807, pero no fue aprobada por la Cámara de Representantes. No se emitió ninguna pieza de veinte centavos antes de la década de 1870, pero los estadounidenses estaban familiarizados con la moneda española de dos reales, conocida como «pistareen» en los Estados Unidos, y que pasó por veinte centavos (su equivalente colonial español pasó por un cuarto).
Varios factores convergieron para hacer posible una pieza de veinte centavos en la década de 1870. La primera fue una escasez de monedas para pequeños cambios en el Lejano Oeste, donde las monedas de metal base no circularon. Los pagos del gobierno en plata y oro habían sido suspendidos durante el caos económico causado por la guerra civil ya que las monedas que contenían metales preciosos fueron acaparadas, y no circularon a su valor nominar en el comercio. A pesar de que el nickel no fue ampliamente aceptada en el lejano oeste, la moneda de plata de 5 centavos (half dime) se había acuñado en cantidades cada vez mayores en la Casa de Moneda de San Francisco hasta que la moneda de plata, que no circulaba en el este, fue abolida por el Congreso en 1873. Resultó una escasez de cambio, especialmente cuando se utilizaron las monedas de cinco centavos en el comercio de la joyeríaː los clientes se quejaron de que no podían obtener el cambio completo de un artículo que cuesta diez centavos por el que pagaron con un cuarto de dólar. Los precios en el Oeste eran muchas veces en bits (12,5 centavos), basados en el antiguo real de a 8 español, aunque esas piezas ya no circulaban), lo cual añadía complejidad al problema del cambio. El numismático David Lange afirma que probablemente un envío de nickels al Oeste suministrado por las cecas de la costa Este podría haber resuelto todo, pero que podría no haber sido aceptado debido al prejuicio contra el dinero que no contiene metales preciosos.
Un segundo factor fue la ansiedad del Congreso de ver más plata circulando en forma de moneda. Esto se debió a la presión de la minería y otros intereses. La Coinage Act of 1873 terminó con la práctica de permitir que los productores de plata hicieran que sus lingotes fueran acuñados en dólares de plata y volviesen a ellos. Aunque los productores no habían depositado mucha plata en los años anteriores a 1873 debido a los altos precios de mercado, el exdirector de la casa de la moneda Henry Linderman previó que esos precios caerían a medida que las minas se hicieran accesibles debido a la terminación del ferrocarril transcontinental, y que la acuñación resultante inflaría la moneda. Silenciosamente instó al Congreso a poner fin a la práctica, lo que hizo. Al cabo del año, los precios de la plata habían caído, y los productores intentaron en vano depositar lingotes en las casas de moneda para su conversión en moneda de curso legal. Los intereses mineros buscaron otros medios de venta de plata al gobierno.

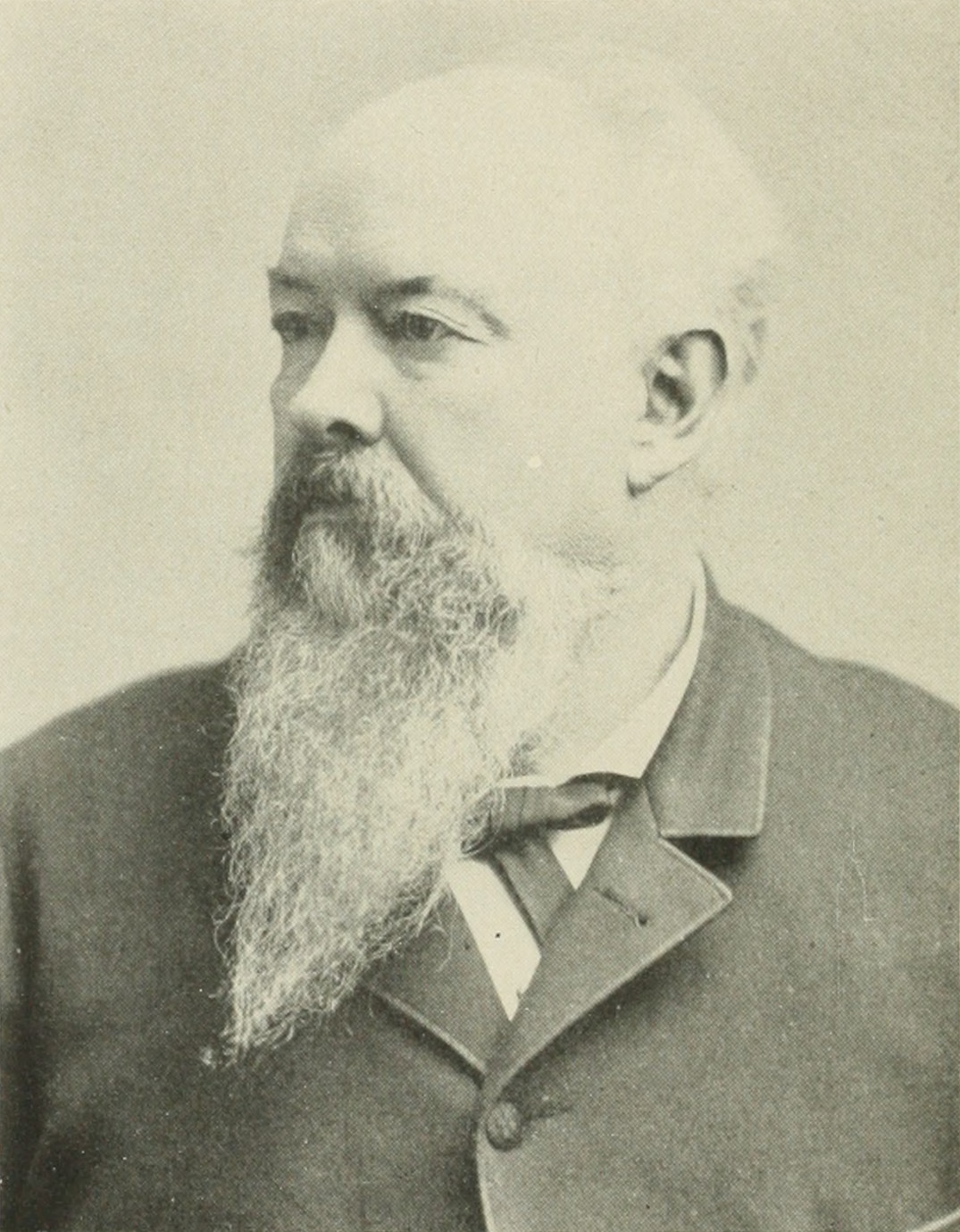
El senador John P. Jones

El tercero fue el interés americano de alinear su moneda con la Unión Monetaria Latina y traer sus pesos para la acuñación en el sistema métrico. Varias veces en las décadas de 1860 y 1870, la Casa de Monedas de los Estados Unidos acuñó pruebas para la moneda que sería utilizada si América se uniera, en algunos casos con el valor equivalente en dinero extranjero acuñado como parte del diseño. La pieza de veinte centavos debía ser equivalente a un franco francés en ese sistema, y si en proporción a las monedas de plata más pequeñas que son acuñadas, pesaría cinco gramos, un hecho que atrajo a los defensores del sistema métrico en el Congreso. Otro propósito para este gran número de monedas de plata, independientemente de la denominación, era retirar la moneda fraccionaria en papel (billetes de bajo valor facial). El congreso aprobó en 1875 y 1876 la legislación necesaria para emitir grandes cantidades grandes de monedas de plata para este propósito.
El padre de la moneda de 20 centavos fue el senador por Nevada John P. Jones, copropietario de la mina Crown Point, fue elegido para el senado en 1873. El 10 de febrero de 1874, presentó un proyecto de ley para autorizar una pieza de veinte centavos, uno de sus primeros esfuerzos legislativos. La propuesta citó la falta de moneda de cambio en el lejano oeste. Fue aprobada por el director de la ceca Linderman. Según el historiador numismático Walter Breen, «otros legisladores fueron junto con él, en gran parte como un favor al senador Jones». El proyecto de ley fue convertido en ley y firmado por el presidente Ulysses S. Grant el 3 de marzo de 1875. Al igual que otras denominaciones de moneda de plata, la pieza de veinte céntimos fue moneda de curso legal hasta cinco dólares.

## Preparación y diseño

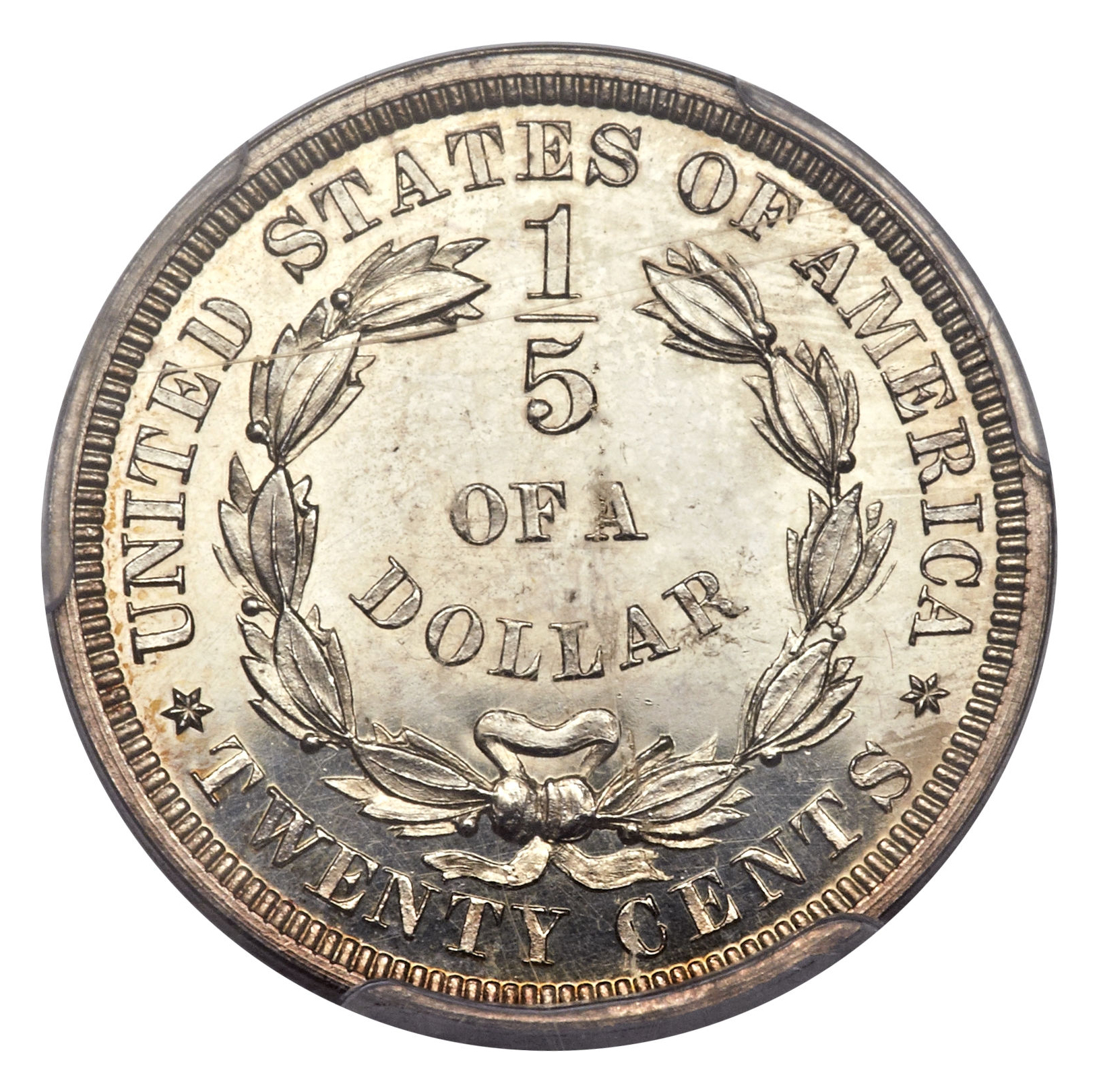
Reverso de moneda de prueba con la denominación de un quinto de dólar. El anverso es la diosa Libertad sentada. Fechada en 1875.

Anticipándose a la aprobación de la legislación, Linderman había preparado una moneda patrón. En agosto de 1874, el superintendente de la Casa de la Moneda de Filadelfia James Pollock le envió patrones con un anverso mostrando una diosa Libertad sentada del escultor de Filadelfia Joseph A. Bailly con un reverso del maestro grabador William Barber. Pollock no aprobó la propuesta de Bailly, calificándola de demasiado similar al diseño de la Libertad Sentada que estaba entonces en todas las monedas de plata de los Estados Unidos, y por lo tanto la nueva moneda se asemejaría demasiado al cuarto. El 31 de marzo de 1875, después de la promulgación del proyecto de ley de Jones, Pollock envió a Linderman patrones adicionales, todos de Barber, y otros más el 12 de abril. Pollock reprobó un diseño del reverso con un escudo, pero a Linderman le gustó y dijo que habría sido adoptado sino es por la ley que exige que un águila aparezca en las monedas de plata más grandes que la moneda de diez centavos. Linderman seleccionó un diseño de anverso casi idéntico al de otras monedas de plata (hasta 1916, a todas las monedas de plata les fueron dadas apariencias similares). Ese diseño, del difunto grabador jefe Christian Gobrecht, siguiendo un concepto de Thomas Sully y Titian Peale, fue utilizado por primera vez en 1836 y hacia 1840 estaba en todas las denominaciones de monedas de plata que fueron acuñadas. El águila mirando hacia la derecha es casi idéntica a la que Barber había prestado para el dólar comercial, que debutó en 1873. Linderman se había dado cuenta de que la diferencia de tamaño entre la moneda nueva y el cuarto era pequeña y pensaba que una versión reducida del dólar comercial era adecuada para la pieza de veinte centavos. El águila lleva las flechas de la guerra en su garra derecha o garra dominante, y la rama de olivo de la paz en la izquierda, lo que en heráldica significa que la guerra por la paz.

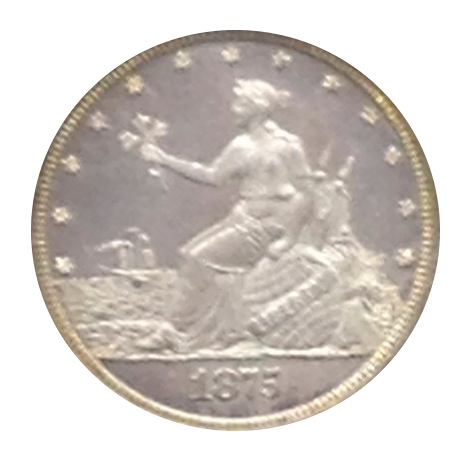
La moneda de prueba denominada «Liberty by the Seashore»

El historiador de arte Cornelius Vermeule describió el anverso de la moneda como «una síntesis agradable de elementos tradicionales». Sin embargo, no opinaba lo mismo del águila del reverso, llamándolo torpe y una versión más gorda del águila en la acuñación americana del siglo XVIII. Vermeule admiró los diseños de patrones realizados por Barber, especialmente el motivo «Liberty by the Seashore», que el historiador cree que debe una deuda con las monedas de cobre británicas de ese período que representan a Britannia (Barber era un inglés de nacimiento). Él consideró apropiado que el barco que se ve sea impulsado por el vapor.
El numismático Yancey Rayburn, en su artículo Coins of America's. Gilded Age (1970), escribió que la pieza de veinte centavos está desnuda de muchos de los lemas comunes en las monedas de los Estados Unidos: no aparecen ni In God We Trust (En Dios confiamos) ni E Pluribus Unum (De muchos, uno). Por entonces, la leyenda E Pluribus Unum fue requerido como obligatorio en las monedas estadounidenses con la nueva legislación de 1873, mientras que In God We Trust fue incluido en diversas monedas a discreción del secretario de Hacienda. Los lemas fueron excluidos pues la moneda fue considerada demasiado pequeña para contenerlos. La ley que creaba la moneda de veinte centavos no dictó su diseño, pero siempre que la nueva moneda estuviera sujeta a los términos de la ley de 1873. Rayburn también admiraba «que la denominación completa, veinte centavos, hubiese sido íntegramente escrita, en contraposición con la disposición abreviada del cuarto de dólar que en ese tiempo tenía la palabra "dólar" abreviada como "dol"».

## Producción, consecuencias y coleccionismo

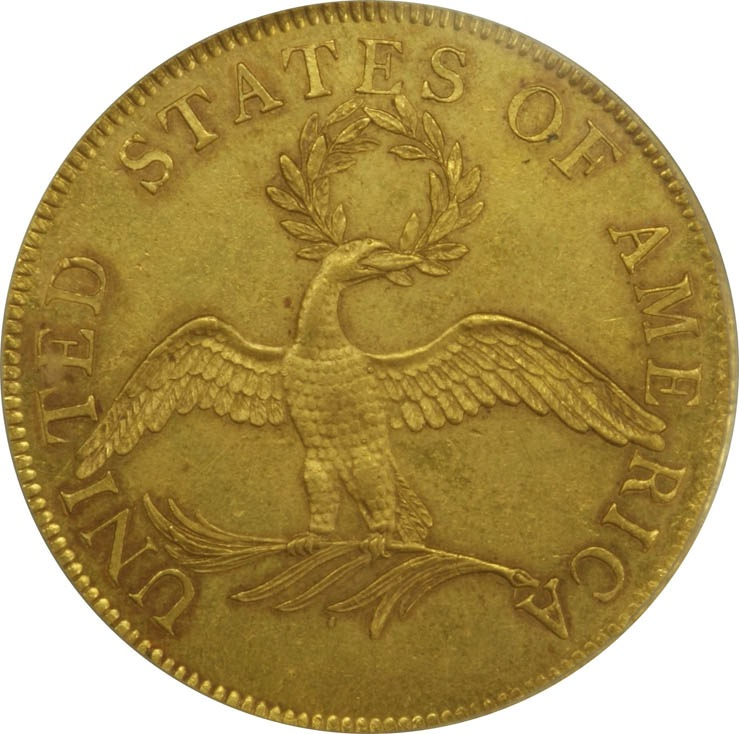
Reverso de una moneda de 10 dólares de 1796. Cornelius Vermeule consideró el águila situado en la pieza de veinte centavos una versión más gorda del pájaro de esta moneda.

El diseño para la pieza de veinte centavos fue aprobado el 12 de abril de 1875. Sin embargo, fue revisado inmediatamente para definir mejor las hojas de olivo en el extremo derecho de la rama (sobre la "N" y la "T", en "centavos"); en el diseño original, las hojas se solaparon entre sí. La aprobación de la enmienda se hizo el 15 de abril. La producción comenzó el 19 de mayo en Filadelfia; el 1 de junio en la Casa de la Moneda de Carson City, en el estado natal de Jones, Nevada; y entre el 1 y el 17 de junio en la Casa de Moneda de San Francisco. solo unas 40 000 fueron acuñadas en Filadelfia. El grueso de la producción se concentraba en las dos fábricas del Oeste, con 133 290 acuñadas en Carson City, y 1 155 000 en San Francisco. El precio de la plata no había caído al punto donde el congreso estaba dispuesto a autorizar el rescate de papel moneda con plata, y esto no ocurriría hasta abril de 1876, disminuyendo la necesidad de acuñar las piezas en Filadelfia. Además, la moneda fue principalmente destinada a su circulación en el Oeste, otra razón para la baja acuñación en la ceca de Filadelfia. Los funcionarios de la Casa de la Moneda habían sobrestimado la necesidad de moneda en San Francisco, donde vio cierta aceptación pública y la gran producción satisfizo la modesta demanda pública hasta que los funcionarios del tesoro ordenaron que las existencias se derritieran en 1877.
A pesar de que la casa de la moneda había dado a la pieza de veinte céntimos un borde suave, en lugar del borde rugoso del cuarto de dólar, las dos piezas se confundieron inmediatamente. Con 22 mm de diámetro, la pieza de veinte centavos era solo ligeramente más pequeña que el cuarto de dólar (24.3 mm), y las dos piezas tenían anversos casi idénticos. Los errores en la toma de decisiones fueron generalizados, y la pieza de veinte centavos se convirtió rápidamente en extremadamente impopular. En abril de 1876, cuando el Congreso comenzó a permitir el rescate de la moneda fraccionaria con monedas, la moneda de 20 centavos fue incluida entre las denominaciones que podían ser cambiadas por las monedas de papel de baja denominación. No obstante, en julio se introdujo la legislación para abolir la pieza de veinte centavos. Aunque el proyecto de ley no se aprobó de inmediato, según el numismático Vernon Brown en su artículo sobre esta moneda, la simple presentación del proyecto de ley convenció a la ceca de que no había ninguna necesidad de acuñar más monedas de veinte centavos. La acuñación en 1876 fue baja y solo tuvo lugar en Filadelfia y Carson City, mientras que en 1877 y 1878 solo se acuñaron monedas de prueba. La mayoría de la producción de 1876 de Filadelfia se vendió como recuerdos en la Exposición del Centenario.
En marzo de 1877, Linderman autorizó el derretimiento de 12 359 piezas de veinte centavos en Carson City. Esto incluyó casi la acuñación entera a partir de 1876 (cerca de 10 000) y creó una de las grandes rarezas numismáticas americanas, la pieza de veinte centavos de 1876 CC. Se conocen menos de dos docenas de estas monedas de Carson City y uno vendido en una subasta en 2013 alcanzó el valor de 564 000 dólares, lo que lo convierte en el titular del récord de la denominación. La numismática Michele Orzano en un artículo de 2003 sugiere que los pocos sobrevivientes eran recuerdos obtenidos por los visitantes de la casa de la moneda.
El Congreso abolió la pieza de veinte centavos el 2 de mayo de 1878. El día anterior, Linderman había ordenado a las casas de la moneda que derritiesen las piezas de veinte centavos a mano, para distinguirlas de otras denominaciones. Las fuerzas para la acuñación de plata habían sido victoriosas al aprobar la Ley Bland-Allison, exigiendo que el gobierno comprara grandes cantidades de lingotes de plata y lo golpeara en dólares de Morgan. La pieza siguió circulando en Occidente por algunos años, pero en 1890 rara vez se veía. Del total de 1 351 540 piezas de veinte centavos acuñadas para la circulación, más de un tercio fueron Fundido por el gobierno entre 1895 y 1954, el más pesadamente en 1933. La pieza menos costosa de veinte centavos, según la edición 2014 de El libro rojo de las monedas de los Estados Unidos de R. S. Yeoman (conocido simplemente como El Libro Rojo) es el 1875-S, listado en 110 dólares en buen estado. Según el comentario del Libro Rojo, la pieza de veinte céntimos fracasó porque «el público estaba confundido por la similitud de la moneda con el cuarto de dólar, que estaba mejor establecido como fundamento del comercio estadounidense», esa moneda fraccionaria satisfacía la necesidad de pequeños cambios en el este, y porque «la pieza de veinte centavos era esencialmente solo un sustituto de dos monedas de diez centavos».

## Variaciones de marca de ceca
| Año  | Pruebas       | Pruebas | Acuñaciones   | Acuñaciones | Acuñaciones |
| Año  | Ninguna marca | S       | Ninguna marca | CC          | S           |
| ---- | ------------- | ------- | ------------- | ----------- | ----------- |
| 1875 | 2790          | 12      | 36.910        | 133.290     | 1.155.000   |
| 1876 | 1200          | ---     | 14.640        | 10.000      | ---         |
| 1877 | 510           | ---     | ---           | ---         | ---         |
| 1878 | 600           | ---     | ---           | ---         | ---         |

La marca de ceca aparece en el reverso debajo del águilaː
- «Ninguna marca» en la Casa de Moneda de Filadelfia, Filadelfia (Pensilvania)
- «CC»  en la Casa de la Moneda de Carson, Carson City (Nevada)
- «S» en la Casa de Moneda de San Francisco, San Francisco (California)